# 吴家店镇 (信阳市)
吴家店镇，是中华人民共和国河南省信阳市浉河区下辖的一个乡镇级行政单位。
河南省信阳市吴家店镇位于信阳市西郊。百合和干豇豆为其支柱产业，区内建有较大的百合交易市场。百合加工产品主要有百合干、百合罐头和百合汁。
中文名称
吴家店镇
行政区类别
镇
所属地区
浉河区
下辖地区
辖1个居委会、19个村委会
政府驻地
信阳市西郊
电话区号
0376
邮政区码
464142
地理位置
于信阳市西郊
面    积
15万亩耕地面积
著名景点
车云山
机    场
明港机场,武汉机场
火车站
信阳站，信阳东站
车牌代码
豫S
种植面积
2万亩以上
特    点
农业主产区

## 乡镇概述
吴家店镇位于信阳市西郊，312国道贯穿全境，宁西铁路穿境与之交叉，区内设有信阳西站，交通十分便利，区位优势明显。该镇是农业主产区，有可利用的耕地近15万亩。百合和干豇豆已经发展为其支柱产业。百合种植高峰期达到3万亩，产量达到上亿公斤，区内建有较大的百合交易市场。百合加工产品主要有百合干、百合罐头和百合汁。豇豆种植面积在2万亩以上，产量达3000万公斤，并且有很大的发展空间。由于资金和技术原因，对百合和豇豆产品的开发较慢，现有的加工产品只属于粗加工，其深加工还有待进一步开发。，
宁西铁路穿境与之交叉，区内设有信阳西站，交通十分便利，区位优势明显。该镇是农业主产区，有可利用的耕地近15万亩。百合和干豇豆已经发展为其支柱产业。百合种植高峰期达到3万亩，产量达到上亿公斤，区内建有较大的百合交易市场。百合加工产品主要有百合干、百合罐头和百合汁。豇豆种植面积在2万亩以上，产量达3000万公斤，并且有很大的发展空间。由于资金和技术原因，对百合和豇豆产品的开发较慢，现有的加工产品只属于粗加工，其深加工还有待进一步开发。

## 行政区划
吴家店镇下辖以下地区：
吴家店街社区、吴店村、杨河村、王畈村、十里村、叶庙村、邓楼村、尹台村、石板村、太阳坡村、邱湾村、昌湾村、河头村、擒龙山村、余寨村、羊山村、湖塘村、聂寨村、毛寨村和杨岗村。
吴家店镇
2006年，辖1个居委会、19个村委会：吴家店居委会、吴店村、杨河村、王畈村、十里村、叶庙村、邓楼村、尹台村、石板村、太阳坡村、邱湾村、昌湾村、河头村、擒龙山村、余寨村、羊山村、湖塘村、聂寨村、毛寨村、杨岗村。[代码]411502101：～001吴家店居委会 ～201吴店村 ～202杨河村 ～203王畈村 ～204十里村 ～205叶庙村 ～206邓楼村 ～207尹台村 ～208石板村 ～209太阳坡村 ～210邱湾村 ～211昌湾村 ～212河头村 ～213擒龙山村 ～214余寨村 ～215羊山村 ～216湖塘村 ～217聂寨村 ～218毛寨村 ～219杨岗村[沿革]1966年建吴家店公社，1983年改乡，1996年设镇。1997年，面积165平方千米，人口4.7万，辖吴家店街1个居委会和吴店、毛寨、聂寨、昌湾、湖塘、河头、余家寨、杨河、叶庙、擒龙山、羊山、王家畈、十里、太阳坡、邓楼、邱湾、石板、杨岗18个行政村。1998年由原信阳县划归浉河区管辖。